# Чемпіонат України з настільного тенісу 2018
Чемпіонат України з настільного тенісу 2018 року — особисто-командна першість України з настільного тенісу, що відбулась з 28 лютого по 3 березня 2018 року в місті Чернігів (Чернігівська область) під егідою Федерації настільного тенісу України (ФНТУ).
Змагання проходили в спортивному залі СК «Хімік» по вулиці Івана Мазепи, 88, Чернігів, Чернігівська область.

## Переможці
- Командна першість. Чоловіки:

1. Київ-1 (Ярослав Жмуденко, Євген Прищепа, Дмитро Писар).
2. Київ-2 (Антон Лімонов, Володимир Лушніков, Богдан Когут).
3. Чернігівська область (Віктор Єфімов, Олександр Бельський, Андрій Гребенюк).

- Командна першість. Жінки:

1. Харківська область (Тетяна Біленко, Ганна Гапонова, Ганна Храмцова).
2. Київ-2 (Вероніка Гуд, Аліна Куртенко, Ярослава Приходько).
3. Київ-1 (Наталія Алєксєєнко, Євгенія Васильєва, Ганна Фарландська).

- Особиста першість. Чоловіки:

1. Ярослав Жмуденко (Умань).
2. Денис Калачевський (Дніпро)
3. Євген Прищепа (Київ).

- Особиста першість. Жінки:

1. Маргарита Песоцька (Київ).
2. Соломія Братейко (Жовква).
3. Євгенія Васильєва (Київ).

- Парний жіночий розряд:

1. Вероніка Гуд — Соломія Братейко.
2. Ганна Гапонова — Євгенія Васильєва.
3. Наталія Алєксєєнко — Анастасія Димитренко.

- Парний чоловічий розряд:

1. Віктор Єфімов — Лей Коу.
2. Ярослав Жмуденко — Євген Прищепа.
3. Олександр Тужилін — Валерій Мельник.

- Парний змішаний розряд:

1. Ярослав Жмуденко — Соломія Братейко.
2. Дмитро Писар — Наталія Алєксєєнко.
3. Євген Прищепа — Маргарита Песоцька.